# Chira simoni
Chira simoni is een spinnensoort in de taxonomische indeling van de springspinnen (Salticidae).
Het dier behoort tot het geslacht Chira. De wetenschappelijke naam van de soort werd voor het eerst geldig gepubliceerd in 1961 door María Elena Galiano.